# 五条駅 (奈良県)
五条駅（ごじょうえき）は、奈良県五條市須恵三丁目にある、西日本旅客鉄道（JR西日本）和歌山線の駅である。

## 概要
五條市の代表駅で、和歌山線運行上の要の駅となっている。当駅を跨いで運転される列車は、必ず当駅で乗務員交代を行う。
所在地の市名は「五條市」、駅名及びバス停名は「五条駅」と、「條」の字体が異なっているが、案内標識には「五條駅」と記されているものも多い（なお、五條市内の町名（五條1～4丁目）、小中高校名及び官公庁施設のほとんどが「五條」表記）。
戦前、木材輸送のためにこの駅から現・紀勢本線の新宮駅までを鉄道で結ぶ計画（五新線、後に阪本線と呼ばれるようになる）があったが、モータリゼーションの影響などもあり結局実現しなかった。五條市大塔町阪本まで一部完成した路盤のうち、霊安寺町付近から西吉野町城戸付近まで簡易舗装され、国鉄バス→JR西日本→西日本ジェイアールバス→奈良交通のバス専用道として利用されていたが、2014年9月に廃止され、並行する一般道経由に変更された。また、バス専用道に転用されなかったアーチ橋の遺構が、当駅南西1km程の所（和歌山線との分岐点 - 国道24号 - 吉野川）に残っているが、国道24号を跨いでいた部分は国道の拡張工事のため一部撤去された。

## 歴史
1896年（明治29年）10月25日、南和鉄道が葛駅（現・吉野口駅）から当駅を経て二見駅（のちの川端駅）までを開通させたのと同時に五条駅（ごじょうえき）として開業、およそ2年後の1898年（明治31年）4月には紀和鉄道が今度は当駅から南和鉄道との接続点（のちに二見駅、現・大和二見駅）を経て橋本駅までを開業、この駅は南和鉄道と紀和鉄道、二つの会社の境の駅となった。
この時、紀和鉄道は実際は両鉄道の接続点から線路を延ばしていたが、1902年（明治35年）6月には紀和鉄道がこの接続点に二見駅（2代目、現・大和二見駅）を開業させ、南和鉄道はその二見駅から元々あった二見駅までの旅客営業を廃止し、貨物線とする。なお（初代）二見駅は、新しく出来た二見駅との重複を回避するため川端駅に改称、二見からの南和鉄道貨物支線の終着駅という形になった。この二見から川端までの貨物支線は1982年（昭和57年）10月1日に廃線となっている。
和歌山線の電化は王寺駅から当駅と当駅から和歌山駅の二段階に分けて行われたため当駅には電化・非電化区間の境界駅となっていた時期がある。
なお、五條市は奈良県内の市で唯一近畿日本鉄道の路線が通っていないが、かつて近鉄御所線が近鉄御所駅から延伸する計画が存在した。当初は当駅から先の和歌山県橋本市学文路まで延伸する計画も存在したが、当駅から学文路までの免許は1958年（昭和33年）に失効した。残る近鉄御所駅から当駅までの免許は1991年（平成3年）まで保持されており、五新線に乗り入れる計画もあったとされる。実現していれば、奈良県内の市にはすべて近鉄の路線が通るようになっていた。

### 年表
- 1896年（明治29年）10月25日：南和鉄道の葛駅（現・吉野口駅）から当駅を経て二見駅（初代、のちの川端駅）までの開通に伴い開業[1][2]。
- 1898年（明治31年）4月11日：紀和鉄道が当駅から南和鉄道との接続点（のちに二見駅(2代目)、現・大和二見駅）を経て橋本駅までを開業[1]。南和鉄道と紀和鉄道の接続駅になる[1]。
- 1904年（明治37年）
  - 8月27日：関西鉄道が紀和鉄道を買収、関西鉄道と南和鉄道の接続駅になる[1]。
  - 12月9日：関西鉄道が南和鉄道を買収、関西鉄道単独の駅となる[1]。
- 1907年（明治40年）10月1日：関西鉄道が国有化され、帝国鉄道庁の駅になる[1][2]。
- 1909年（明治42年）10月12日：線路名称が制定され、和歌山線の所属となる[1]。
- 1949年（昭和24年）1月14日：駅の待合室に貨物列車が突入。死者8人、重軽傷者20人[3]。
- 1975年（昭和50年）4月10日：貨物の取り扱いを廃止[2]。
- 1980年（昭和55年）3月3日：王寺駅から当駅までがシンプルカテナリー方式で電化、当駅は電化・非電化区間の境界駅となる[1]。
- 1984年（昭和59年）
  - 10月1日：当駅から和歌山駅までが電化[1]。これにより当駅は電化・非電化区間の境界駅ではなくなる[4]。
  - 10月20日：荷物扱い廃止[2]。
- 1987年（昭和62年）4月1日：国鉄分割民営化により、西日本旅客鉄道の駅となる[1][2]。
- 2018年（平成30年）3月17日：高田方面のみにおいてICカード「ICOCA」の利用が可能となる。ICカード専用簡易改札機で対応。
- 2020年（令和2年）3月14日：和歌山方面においてもICカード「ICOCA」の利用が可能となる[5]。
- 2024年（令和6年）8月31日：みどりの窓口の営業を終了[6]。

## 駅構造
単式ホーム1面1線と島式ホーム1面2線、合計2面3線のホームを持つ地上駅。最大10両の列車が停車可能で、ローカル線の駅としてはホームの有効長が長い。互いのホームは地下通路で連絡している。
駅舎は基本的に木造であるが、入口周りにはコンクリートで増築されており、木造とコンクリート造りが入り混じった建物となっている。駅舎内には柿の葉寿司店があり、その向かい側にあったキヨスクは2014年3月に閉店して現在は自動販売機コーナーとなっている。トイレは、改札内・改札外ともに男女別の水洗式。
王寺駅が管理する業務委託駅。駅業務のうち改札業務は、JR西日本交通サービスに委託されているが、運転取扱い業務（車両入換に伴う信号扱い）があるためJR西日本の社員も常駐する。自動券売機および簡易ICOCA改札機が設置されている。
駅舎左手にあるスペースは阪本線バス用ホームの跡である。

### のりば
| のりば  | 路線     | 方向 | 行先             |
| ------- | -------- | ---- | ---------------- |
| 1・2・3 | 和歌山線 | 下り | 橋本・和歌山方面 |
| 1・2・3 | 和歌山線 | 上り | 高田・王寺方面   |

付記事項
- 通常は上下線とも駅舎側の単式ホーム（1番のりば）に発着し、島式ホーム（2・3番のりば）の使用は行違いのある場合や、列車接続時に限られる。その島式ホームへは地下道で連絡している。
- 1番のりばと2番のりばの間に留置線1線と、3番のりばの向こうにも、留置線が3本あり、夜間滞泊が行われている。運転取り扱い上では駅舎反対側の3番のりばを「1番線」として逆順に振っており、1・2番のりばの間の留置線もカウントに含まれるため、1番のりばが「4番線」となる。

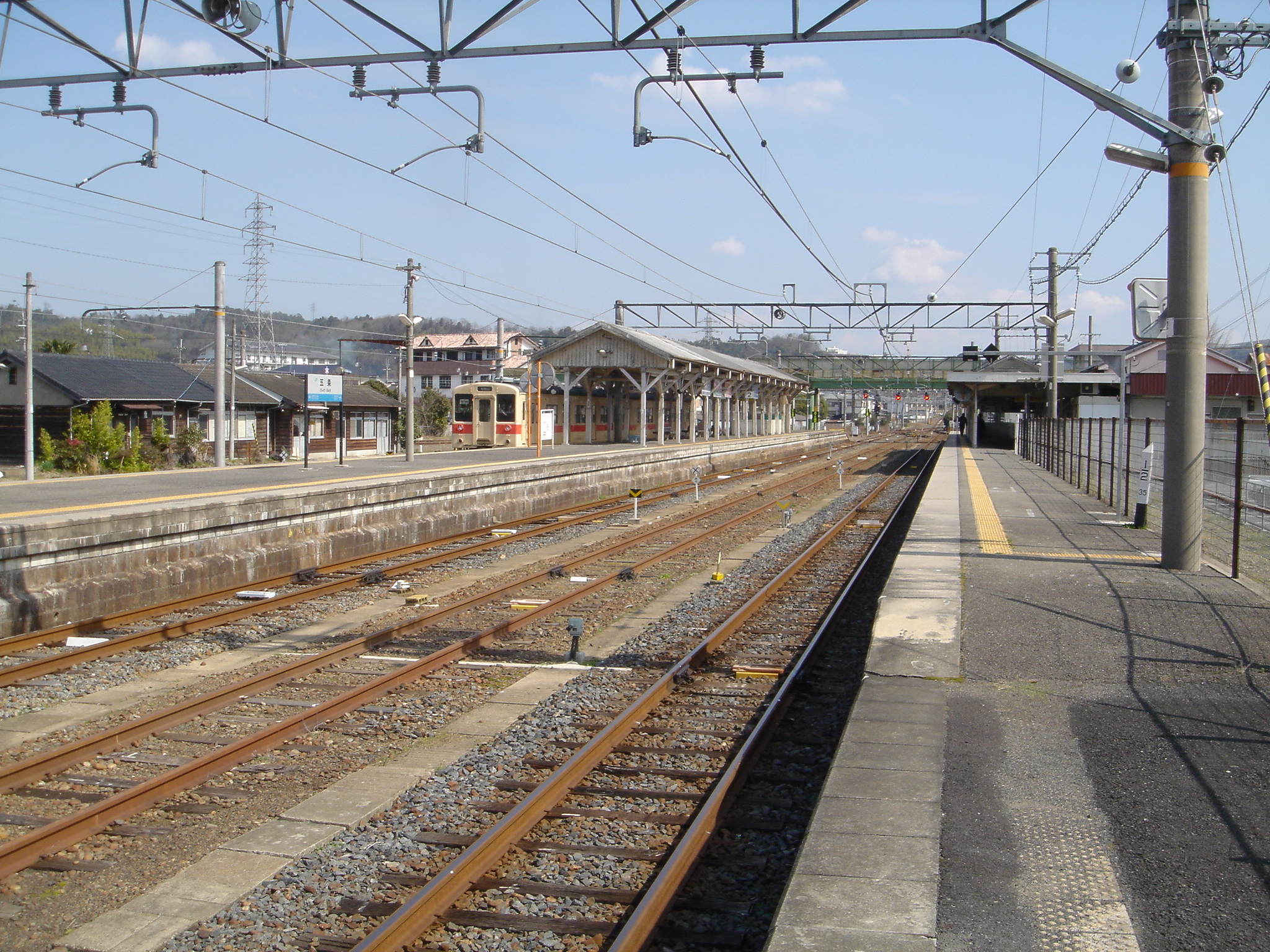
ホーム（2007年3月）

## ダイヤ
王寺方面、和歌山方面とも朝夕夜に当駅発着の列車が設定されている。
下り列車（和歌山方面）では、朝夕の通学時間帯の混雑に対応するため平日に限り当駅始発の快速列車が2本設定されている。
王寺方面については大和路線と直通する快速列車が当駅まで設定されており、そのため和歌山線において221系が乗り入れるのも当駅までとなっている。早朝には快速JR難波行きが1本、夕ラッシュ時間帯には大阪環状線大阪発が3本（平日は全て区間快速、土休日は大和路快速2本と区間快速1本）設定されている。
国鉄時代から2002年（平成14年）3月23日未明までは、和歌山方面からの最終列車が日付を越えて到着していたが、現在は当駅到着時刻が日付を越える設定はない。

## 利用状況
JR西日本の移動等円滑化取組報告書によると、2023年度の1日平均乗降人員は1,944人。
「奈良県統計年鑑」によれば、近年の1日平均乗車人員は以下の通り。
| 年度   | 1日平均 乗車人員 |
| ------ | ---------------- |
| 2000年 | 2,909            |
| 2001年 | 2,773            |
| 2002年 | 2,560            |
| 2003年 | 2,431            |
| 2004年 | 2,412            |
| 2005年 | 2,357            |
| 2006年 | 2,315            |
| 2007年 | 2,160            |
| 2008年 | 2,122            |
| 2009年 | 1,982            |
| 2010年 | 1,910            |
| 2011年 | 1,842            |
| 2012年 | 1,828            |
| 2013年 | 1,819            |
| 2014年 | 1,681            |
| 2015年 | 1,651            |
| 2016年 | 1,533            |
| 2017年 | 1,448            |
| 2018年 | 1,348            |
| 2019年 | 1,281            |
| 2020年 | 984              |

## 駅周辺

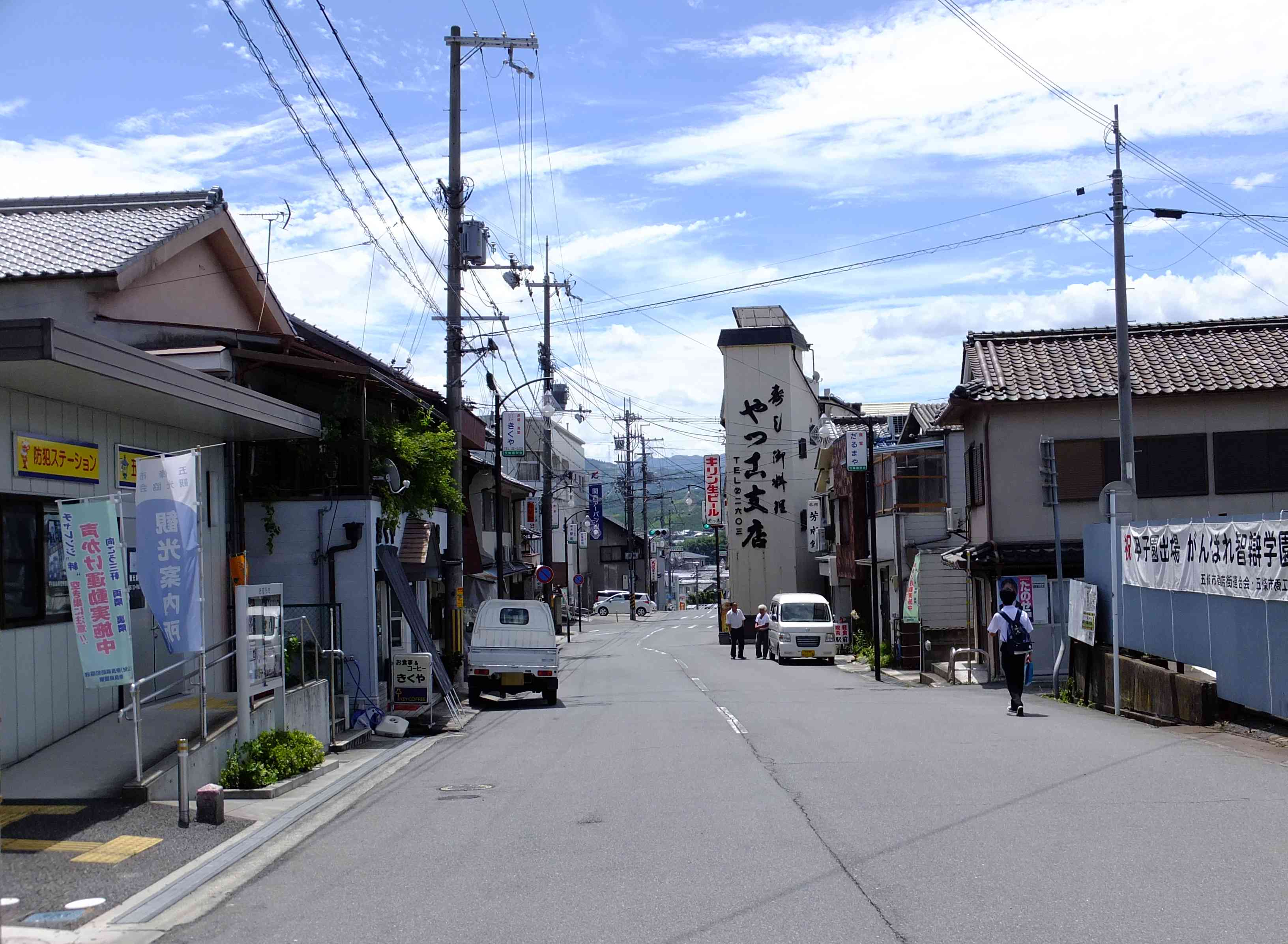
駅前通り（2014年7月）

周辺は木材工業によって発展した五條市の中心部である。当駅はその市街地の北東の端に位置し、市街地の中心部は当駅の南西方向にある。駅近くにはイオン五條店などもあり市役所をはじめとする公的施設も近い。

### 公的機関等
- 五條市役所
- 奈良地方法務局五条支局
- 奈良地方検察庁五條区検察庁
- 下市公共職業安定所五条出張所
- 近畿地方整備局和歌山工事事務所五条出張所
- 五條警察署
- 五条検察審査会
- 五条調停センター
- 五條警察署新町交番
- 五條郵便局
- 関西電力五条変電所

### 学校
- 奈良県立五條高等学校
- 智辯学園中学校・高等学校 - 当駅の利用者の中でもこの学校の生徒は多くなっている

### 商業施設等
- イオン五條店
  - 奈良交通五條バスセンター - イオン五條店に併設
- 関西みらい銀行橋本支店五條プラザ
- 南都銀行五條支店

### 観光施設等
- 統神社
- 栄山寺
- 湯泉地温泉
- 十津川温泉
- 西吉野温泉
- 国道24号

## バス路線

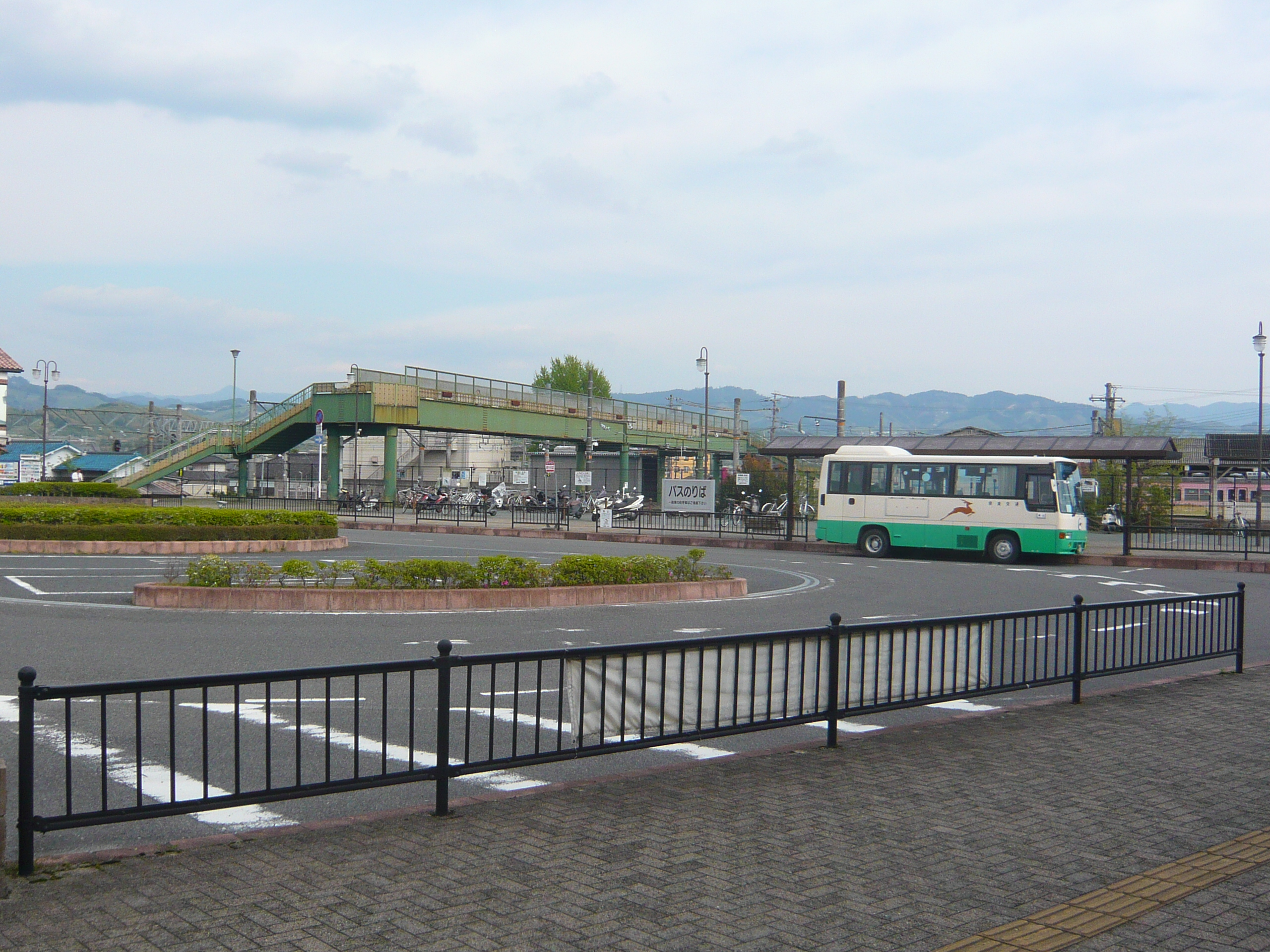
バス乗り場（五条駅北口）

南口と北口にバス停が設けられており、奈良交通と五條市コミュニティバスの各路線が発着する。なお、ゴーちゃんタクシー（五條市コミュニティバス）は予約がある時しか運行されない。
かつては南口に木造のバス待合室があったが、2014年秋に解体・撤去された。
現在（2023/06/25現在）は、プレハブ式の待合所がある。この待合所は午前7時に係員が来て使えるようになる。

### 五条駅
奈良交通
- 八木新宮特急バス
  - 特急[301] 新宮駅
  - 特急[302] 大和八木駅

※2022年10月1日のダイヤ改正時に、「やまかぜ」という愛称が付く速達便が1往復設定された（※土曜・日曜・祝日ダイヤのみ運行）。
- 智辯スクール線
  - 急行[文] 五條バスセンター / 智辯学園
- 十津川線
  - [広域通院ライン] 五條バスセンター / 福神駅 / 十津川温泉
- 五條城戸線
  - [10] 五條バスセンター / 城戸
  - [11] 五條バスセンター / 城戸
  - [12] 五條バスセンター / 城戸

五條市コミュニティバス
- ゴーちゃんバス
  - 五条駅・田園方面ライン
    - 五條バスセンター
    - 田園五丁目
    - なつみ台二丁目
- ゴーちゃんタクシー
  - 県営南和団地 - 野原経由JR五条駅線
    - 五條市役所
    - 出屋敷

  - 西阿田線
    - 五條市役所
    - 五條病院

  - 大深線
    - イオン五條店
    - 大深小学校

  - 牧野方面コース
    - 駅周辺と牧野公民館、大澤集会所、5万人の森公園方面を結ぶエリアタクシー[11]。

  - 北宇智方面コース
    - 駅周辺と西久留野、久留野、小和、北宇智駅方面を結ぶエリアタクシー[12]。

  - 二見方面コース
    - 駅周辺と大和二見駅、生蓮寺、上野公園、畑田方面を結ぶエリアタクシー[13]。

### 五条駅北口
五條市コミュニティバス
- ゴーちゃんバス
  - 五条駅・田園方面ライン
    - 五條バスセンター 行、五條高校 行、田園一丁目 行、田園五丁目 行、なつみ台二丁目 行

## 隣の駅
西日本旅客鉄道（JR西日本）
 和歌山線
■快速・■普通
北宇智駅 - 五条駅 - 大和二見駅
※快速は当駅をまたがって運転されていない。和歌山発の快速が当駅を越えて運転されているが、当駅で列車番号および種別表記が変わり、高田方面へは普通として運転されている。